# Jan Władysław Kretkowski

Herb Dołęga

Jan Władysław Kretkowski herbu Dołęga (ur. 1695, zm. 1728) – podkomorzy nadworny koronny, kasztelan chełmiński, założyciel Władysławowa.
Syn Stanisława (zm. 1704) i Eleonory Mycielskiej (zm. 1701). W roku 1722 poślubił Annę Gorzycką Miełżyńską (zm. 1755), córkę kasztelana przemęckiego. Małżeństwo było bezpotomne.
Od 1720 roku sprawował urząd podkomorzego nadwornego koronnego. W latach 1726–1728 pełnił obowiązki kasztelana chełmińskiego.